# Amphistichus koelzi
Amphistichus koelzi är en fiskart som först beskrevs av Hubbs, 1933.  Amphistichus koelzi ingår i släktet Amphistichus och familjen Embiotocidae. IUCN kategoriserar arten globalt som livskraftig. Inga underarter finns listade i Catalogue of Life.